# روبنا

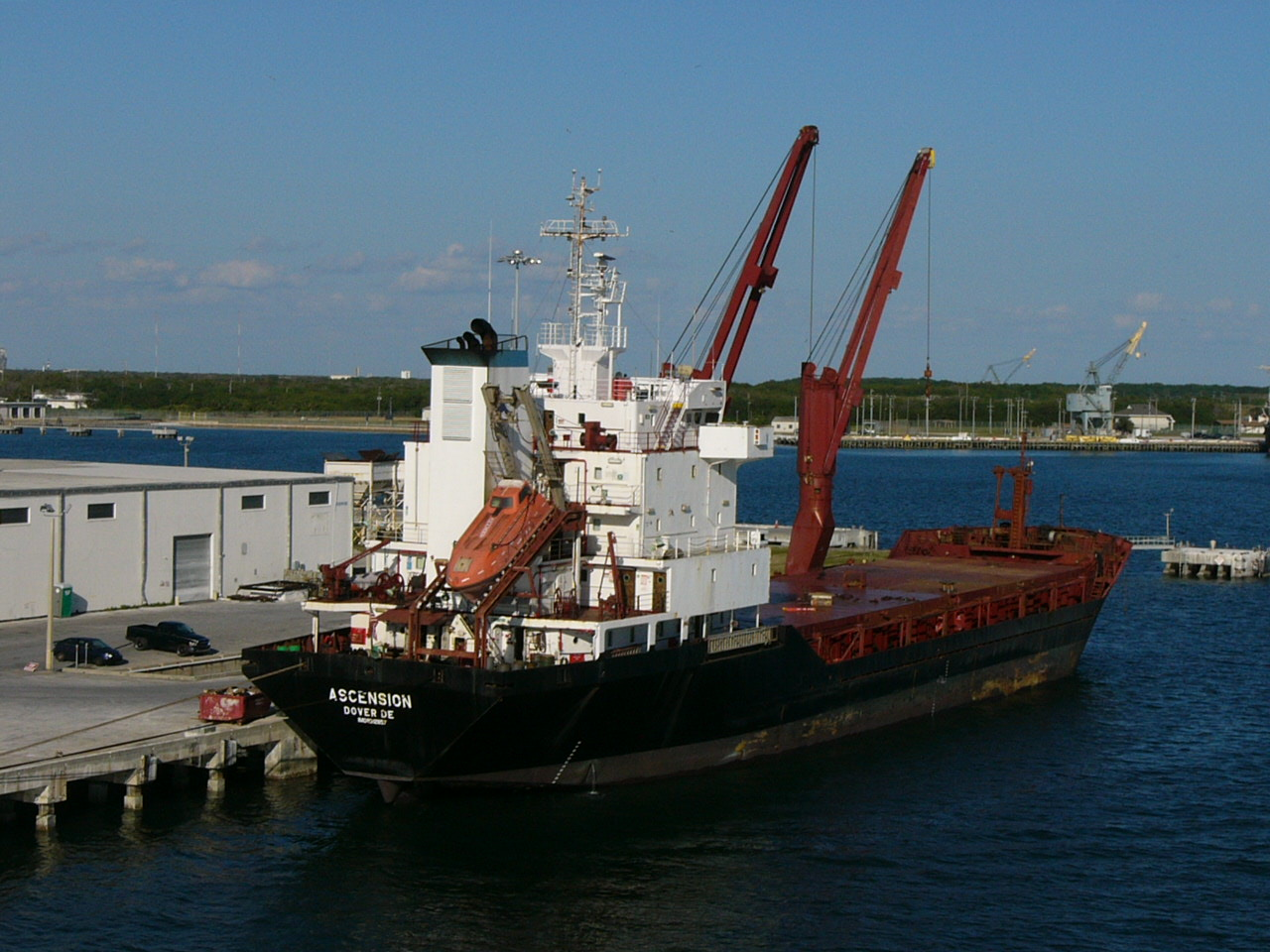
روبنای این کشتی باری در پشت و شامل یک قایق نجات است.

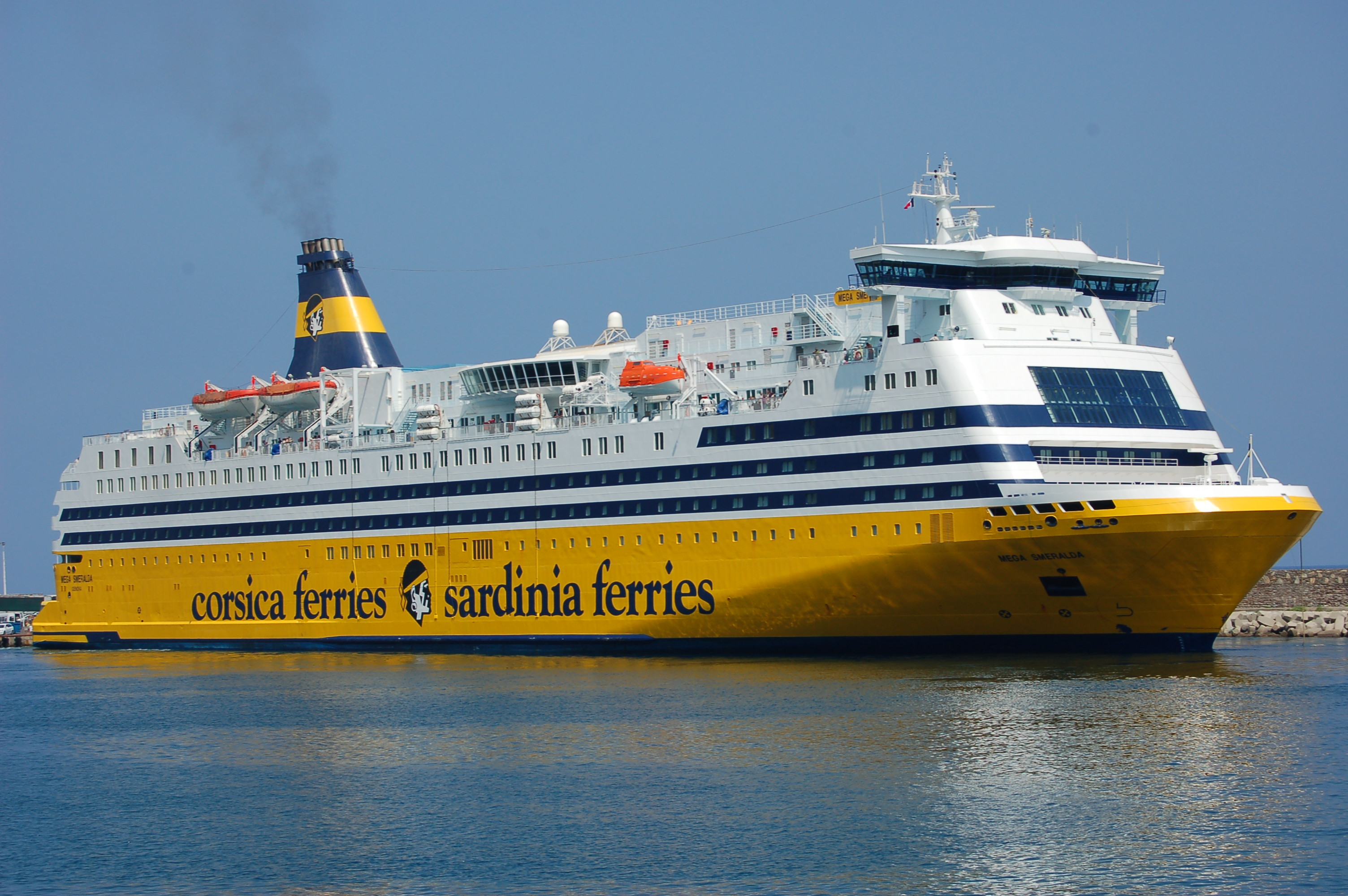
کشتی تفریحی Mega Smeralda. قسمت آبی و سفید کشتی روبنا و قسمت زرد کشتی بدنه است.

روبنا (به انگلیسی: Superstructure)، گسترش رو به بالای یک سازه موجود در بالای خط پایه است. این اصطلاح دربارهٔ انواع سازه‌های فیزیکی مانند ساختمان‌ها، پلها یا کشتی‌ها به کار می‌رود.